# Chứng ngại tiểu tiện

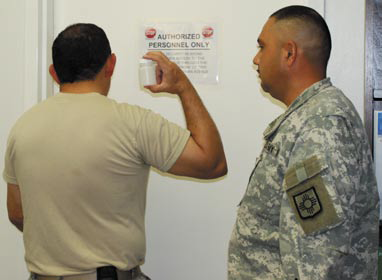
Chứng ngại tiểu tiện có thể gây ra nhiều phiền toái cho người mắc

Chứng ngại tiểu tiện (tiếng Anh: paruresis) là một hội chứng sợ khiến người bệnh gặp khó khăn hoặc không thể đi tiểu khi có sự xuất hiện của người khác, để cảm thấy thoải mái, họ cần một khoảng không gian riêng tư nhất định. Thông thường, người mắc hội chứng này thấy bất tiện khi có người đứng gần mình, nghe thấy tiếng nói hoặc thậm chí là tưởng tượng có người xung quanh. Một ví dụ điển hình dễ bắt gặp ngại tiểu tiện là trong các nhà vệ sinh công cộng, nơi có thể có nhiều người cùng sử dụng một lúc. Một hội chứng khác tương tự, xảy ra với việc đại tiện, là chứng ngại đại tiện (parcopresis).